# Ulrike Alexiev
Ulrike Alexiev (* etwa 1964; † 29. Dezember 2023) war eine deutsche Biophysikerin und Hochschullehrerin. Sie forschte und lehrte an der Freien Universität Berlin zu molekularer Biophysik.

## Biografie
Alexiev studierte von 1983 bis 1988 Biophysik an der Humboldt-Universität Berlin und schloss mit dem Diplom ab. Sie war danach am Max-Delbrück-Centrum in Berlin-Buch tätig. 1990 bis 1994 promovierte sie an der Freien Universität Berlin (FU) bei Maarten P. Heyn zum Thema Protonenbewegung und Oberflächenpotentialänderungen während des Photozyklus der membranständigen Protonenpumpe Bacteriorhodopsin. Während der Promotion hatte sie mit dem Labor des Nobelpreisträgers Har Gobind Khorana am MIT in den USA zusammen gearbeitet. Für die Dissertation erhielt sie den Tiburtius-Preis - Preis der Berliner Hochschulen.
Nach Forschungsaufenthalten an der University of Virginia (USA) und am Massachusetts Institute of Technology (MIT) habilitierte sie sich 2002 an der FU und war dort Professorin für Strukturdynamik und Funktion biologischer Systeme am Fachbereich Physik.
Sie war Gründungsmitglied des Sonderforschungsbereichs (SFB) 1078 „Protonierungsdynamik in der Proteinfunktion“ und Leiterin des Graduiertenkollegs. Im SFB 449 „Struktur und Funktion membranständiger Rezeptoren“ war sie stellvertretende Sprecherin. Außerdem war sie Projektleiterin im SFB 1112 „Nanocarrier: Architektur, Transport und gezielte Applikation von Wirkstoﬀen für therapeutische Anwendungen“ und Principal Investigator im SFB 1449 „Dynamische Hydrogele an biologischen Grenzﬂächen“.
In der Deutschen Gesellschaft für Biophysik war sie von 2007 bis 2014 Vorstandsmitglied als geschäftsführende Sekretärin.
Sie verstarb plötzlich und unerwartet im Alter von 59 Jahren.

## Forschungsschwerpunkte
Alexievs Forschungsgebiet war molekulare Biophysik mit Schwerpunkt auf den biologischen Photorezeptoren Bacteriorhodopsin, Rhodopsin, Channelrhodopsin und Phytochromen. So untersuchte sie die Aktivierung und molekulare Erkennung von Rhodopsin, indem sie multidimensionale zeitaufgelöste Fluoreszenzspektroskopie zur Untersuchung der Proteindynamik und Rolle der Protonenaufnahme einsetzte. Daneben verfolgte sie biomedizinische Fragestellungen und untersuchte den Funktionsmechanismus der sauerstoﬀverbrauchenden Cytochrom-c-Oxidase, außerdem den Stofftransport durch die Haut und die Eigenschaften von Hydrogelen als Modell für menschlichen Schleim (mucus). Sie setzte Fluoreszenzsonden für spektroskopische, bildgebende und zeitauﬂösende Verfahren ein und trug zu methodischen Weiterentwicklungen bei.

## Publikationen (Auswahl)
- Ulrike Alexiev: Protonenbewegung und Oberflächenpotentialänderungen während des Photozyklus der membranständigen Protonenpumpe Bacteriorhodopsin. Verlag für Wissenschaft und Bildung, Berlin 1995, ISBN 978-3-86135-103-0 (Dissertation 1994).
- Ulrike Alexiev, Ramin Mollaaghababa, H.Gobind Khorana, Maarten P. Heyn: Evidence for Long Range Allosteric Interactions between the Extracellular and Cytoplasmic Parts of Bacteriorhodopsin from the Mutant R82A and Its Second Site Revertant R82A/G231C. In: Journal of Biological Chemistry. Band 275, Nr. 18, Mai 2000, S. 13431–13440, doi:10.1074/jbc.275.18.13431.
- U. Alexiev, I. Rimke, T. Pöhlmann: Elucidation of the Nature of the Conformational Changes of the EF-interhelical Loop in Bacteriorhodopsin and of the Helix VIII on the Cytoplasmic Surface of Bovine Rhodopsin: A Time-resolved Fluorescence Depolarization Study. In: Journal of Molecular Biology. Band 328, Nr. 3, Mai 2003, S. 705–719, doi:10.1016/S0022-2836(03)00326-7.
- Ulrike Alexiev, Pierre Volz, Alexander Boreham, Robert Brodwolf: Time-resolved fluorescence microscopy (FLIM) as an analytical tool in skin nanomedicine. In: European Journal of Pharmaceutics and Biopharmaceutics. Band 116, Juli 2017, S. 111–124, doi:10.1016/j.ejpb.2017.01.005.
- Arita Silapetere, Songhwan Hwang, Yusaku Hontani, Rodrigo G. Fernandez Lahore, Jens Balke, Francisco Velazquez Escobar, Martijn Tros, Patrick E. Konold, Rainer Matis, Roberta Croce, Peter J. Walla, Peter Hildebrandt, Ulrike Alexiev, John T. M. Kennis, Han Sun, Tillmann Utesch, Peter Hegemann: QuasAr Odyssey: the origin of fluorescence and its voltage sensitivity in microbial rhodopsins. In: Nature Communications. Band 13, Nr. 1, 20. September 2022, ISSN 2041-1723, doi:10.1038/s41467-022-33084-4.
- Ulrike Alexiev, Eckart Rühl: Visualization of Nanocarriers and Drugs in Cells and Tissue. In: Drug Delivery and Targeting. Band 284. Springer International Publishing, Cham 2023, ISBN 978-3-03152863-7, S. 153–189, doi:10.1007/164_2023_684.